# Заур Касумов
Зау́р Касу́мов (нар. 11 вересня 1986) — російський чеченський боєць змішаних єдиноборств, чемпіон Росії з тайського боксу і повно контактному рукопашному бою, чемпіон світу з мікс-комбату, майстер спорту з тайського боксу.

## Досягнення
- Чемпіон Півдня Росії по Кьокусінкай;
- Володар Кубка Кавказу по К-1;
- Чемпіон Росії з тайського боксу;
- Володар Кубка Росії з мікс-комбату;
- Чемпіон світу з Кемпо К-1;
- Володар Кубка світу з мікс-комбату;
- Переможець олімпіади східних єдиноборств.